# مايكل فاراداي
مايكل فاراداي (بالإنجليزية: Michael Faraday) (1791 - 1867) هو عالم كيميائي وفيزيائي إنجليزي. وهو من المشاركين في علم المجال الكَهْرَطِيسِيّ والكَهْرَكِيميائي.
درس فاراداي المجال المغناطيسي على موصل (ملف لولبي) يحمل تيار كهربائي مستمر وبذلك وضع أسس الكهرومغناطيسية. وهو مكتشف نظرية المحاثة والنفادية المغناطيسية وقوانين التحليل الكهربائي. وهو القائل بأن الموجات المغناطيسية تؤثر على الأشعة الضوئية ووضع أسس الربط بين الظاهرتين. يعد اختراعه للأجهزة الكهرومغناطيسية بداية لتكنولوجيا المواتير الكهربائية. وبذلك يصبح أول من جعل الكهرباء شيء للإستخدام التكنولوجي.
وأما فارادي كعالم كيميائي فهو أول من اكتشف البنزين. ودرس مسألة هيدرات الغاز وأخترع آلة حرق البنزين وهو من أطلق ألفاظ المصعد والمهبط والقطب والأيون.
رغم أن مايكل فارادي لم يدرس الرياضيات في المدارس منها إلا القليل، إلا أنه كان عالمًا فذًا حيث صُنف أنه من أعظم العلماء في التاريخ. ففي نظام الوحدات الدولي نَحْسُب قيمة المكثف ونقيسه بوحدة الفاراد على اسمه أي مايكل فارادي. وكذلك هناك ثابت فارادي أيضًا سمي على اسمه والذي يساوي 96,485 كولومب وهو شحنة المول الواحد من الإلكترونات.
كما سمي باسمه قانون فارادي للحث الذي يقول بأن تغير المغناطيسية في الزمن ينشئ قوى كهربائية محركة. كان فارادي هو أول من نال منصب Fullerian Professor of Chemistry في المؤسسة الملكية الكبرى ببريطانيا. كان فارادي مسيحيًا متدينًا وكان عضواً في كنيسة ساندمنيان.

## حياته

### بداية حياته
وُلِد مايكل فاراداي في 22 سبتمبر 1791 في نيوينجتون بوتس ساري والتي تعد الآن جزءًا من منطقة ساوثوورك بلندن. لم تكن أسرته ميسورة الحال. نقل جيمس فاراداي زوجته، مارغريت (ني هاستويل) وطفليه إلى لندن خلال شتاء عام 1790 من أوثجيل في ويستمورلاند، حيث كان متدربًا لدى حداد القرية. وُلِد مايكل في خريف العام التالي، وكان الثالث من بين أربعة أطفال. كان على مايكل فاراداي الصغير، الذي لم يحصل إلا على أبسط تعليم مدرسي، أن يثقف نفسه بنفسه.
في سن الرابعة عشرة أصبح متدربًا لدى جورج ريبو وهو بائعُ كتب محلي في شارع بلاندفورد. خلال فترة تدريبه التي استمرت سبع سنوات، قرأ فاراداي العديد من الكتب، بما في ذلك كتاب إسحاق واتس "تحسين العقل"، ونفذ بحماس المبادئ والاقتراحات الواردة فيه. خلال هذه الفترة، أجرى فاراداي مناقشات مع أقرانه في الجمعية الفلسفية للمدينة، حيث حضر محاضرات حول مواضيع علمية مختلفة. كما أبدي اهتمامًا بالعلوم، وخاصة الكهرباء. استوحى فاراداي بشكل خاص من كتاب محادثات حول الكيمياء لجين مارسيت.

### فترة بلوغِه
في عام 1812، وفي سن العشرين وفي نهاية فترة تدريبه، حضر فاراداي محاضرات ألقاها الكيميائي الإنجليزي البارز همفري ديفي من المعهد الملكي والجمعية الملكية. وقد قدم ويليام دانس، أحد مؤسسي الجمعية الفيلهارمونية الملكية، العديد من تذاكر هذه المحاضرات إلى فاراداي. أرسل فاراداي بعد ذلك إلى ديفي كتابًا من 300 صفحة يعتمد على الملاحظات التي دونها خلال هذه المحاضرات. كان رد ديفي فوريًا ولطيفًا ومؤيدًا. في عام 1813، عندما تضرر بصر ديفي في حادث مع ثلاثي كلوريد النيتروجين، قرر توظيف فاراداي كمساعد. وبالمصادفة، تم فصل أحد مساعدي المعهد الملكي، جون باين، وطُلب من السير همفري ديفي إيجاد بديل؛ وبالتالي عين فاراداي كمساعد كيميائي في المعهد الملكي في 1 مارس 1813. وبعد فترة وجيزة، عهِد ديفي إلى فاراداي بإعداد عينات من ثلاثي كلوريد النيتروجين، وأصيب كلاهما في انفجار هذه المادة الحساسة للغاية.
تزوج فاراداي من سارة برنارد (1800-1879) في 12 يونيو 1821. لم يكن لديهما أطفال. كان فاراداي مسيحيًا متدينًا؛ كانت طائفته سانديمانيان فرعًا من كنيسة اسكتلندا.

### حياته الاحقة

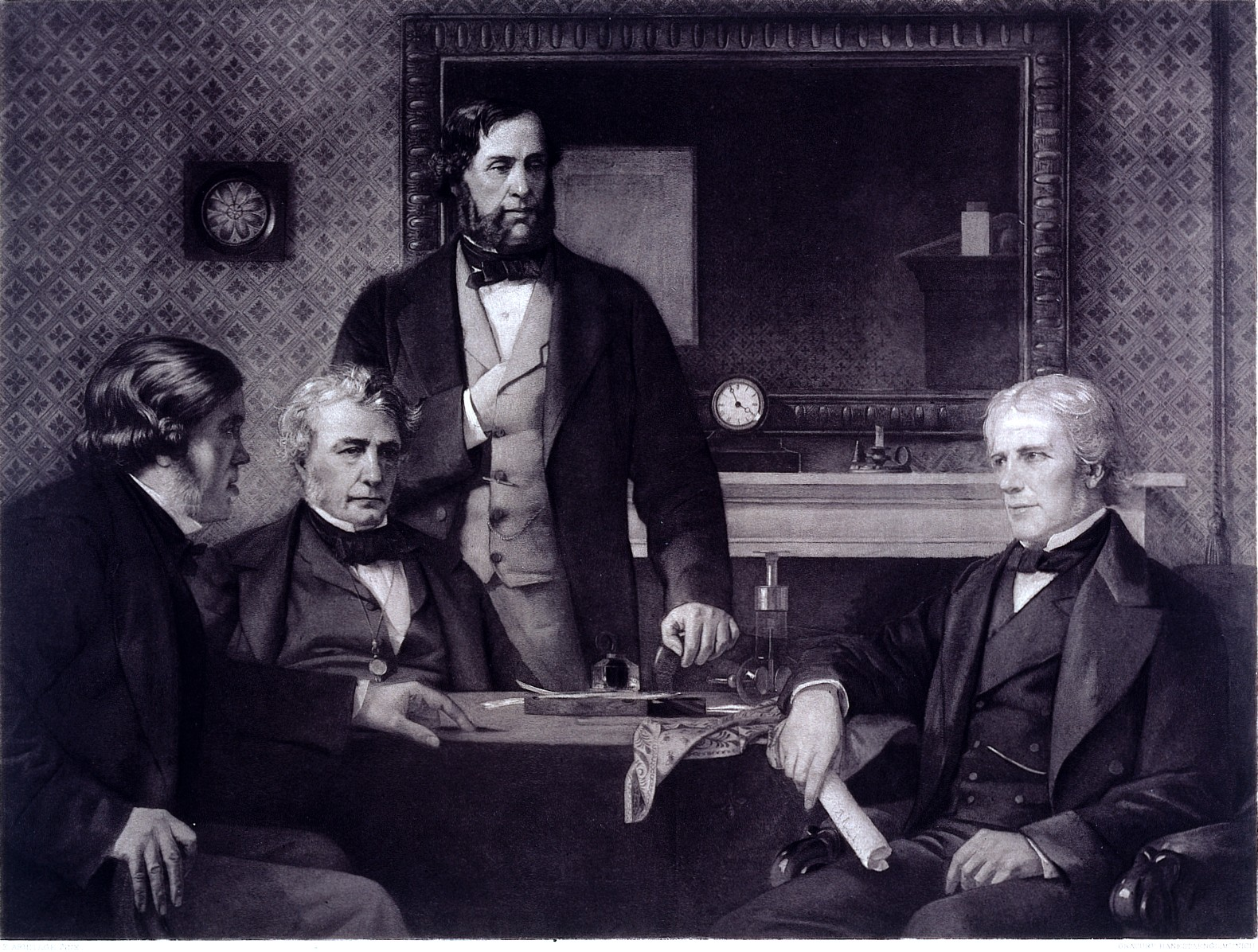
ثلاثة من زملاء الجمعية الملكية يعرضون الرئاسة على فاراداي (يمينًا) في عام 1857

في يونيو 1832، منحت جامعة أكسفورد فاراداي درجة دكتوراه فخرية في القانون المدني. وخلال حياته، عُرض عليه لقب فارس تقديراً لخدماته للعلم، لكنه رفضه لأسباب دينية، وصرح أنه يفضل أن يظل "بسيطًا حتى النهاية". انتُخِب زميلاً في الجمعية الملكية في عام 1824، ورفض مرتين أن يصبح رئيسًا. أصبح أول أستاذ فوليري للكيمياء في المؤسسة الملكية في عام 1833.
في عام 1832، انتُخب فاراداي عضوًا فخريًا أجنبيًا في الأكاديمية الأمريكية للفنون والعلوم. انتُخب عضوًا أجنبيًا في الأكاديمية الملكية السويدية للعلوم في عام 1838. في عام 1840، انتُخب في الجمعية الفلسفية الأمريكية. كان أحد الأعضاء الأجانب الثمانية الذين انتُخبوا للأكاديمية الفرنسية للعلوم في عام 1844. في عام 1849 انتُخب كعضو مشارك في المعهد الملكي الهولندي، والذي أصبح بعد عامين الأكاديمية الملكية الهولندية للفنون والعلوم، ثم أصبح عضوًا أجنبيًا.
أصيب فاراداي بانهيار عصبي في عام 1839 ولكنه عاد في النهاية إلى تطلعاته في الكهرومغناطيسية. في عام 1848، نتيجة لتمثيلات الأمير ألبرت، مُنح فاراداي منزلًا في هامبتون كورت في ميدلسكس، خاليًا من جميع النفقات والصيانة. والذي سُمي لاحقًا منزل فاراداي، وهو الآن رقم 37 طريق هامبتون كورت. في عام 1858 تقاعد فاراداي ليعيش هناك.

بعد أن قدم عددًا من مشاريع الخدمة المختلفة للحكومة البريطانية، عندما طلبت منه الحكومة تقديم المشُورة بشأن إنتاج الأسلحة الكيميائية لاستخدامها في حرب القرم (1853-1856)، رفض فاراداي المشاركة، مشيرًا إلى أسباب أخلاقية. كما رفض عروضًا لنشر محاضراته، معتقدًا أنها ستفقد تأثيرها إذا لم تصاحبها تجارب حية. ينتهي رده في رسالة بـ: "لقد أحببت العلم دائمًا أكثر من المال ولأن مهنتي شخصية بالكامل تقريبًا، لا أستطيع أن أتحمل الثراء".

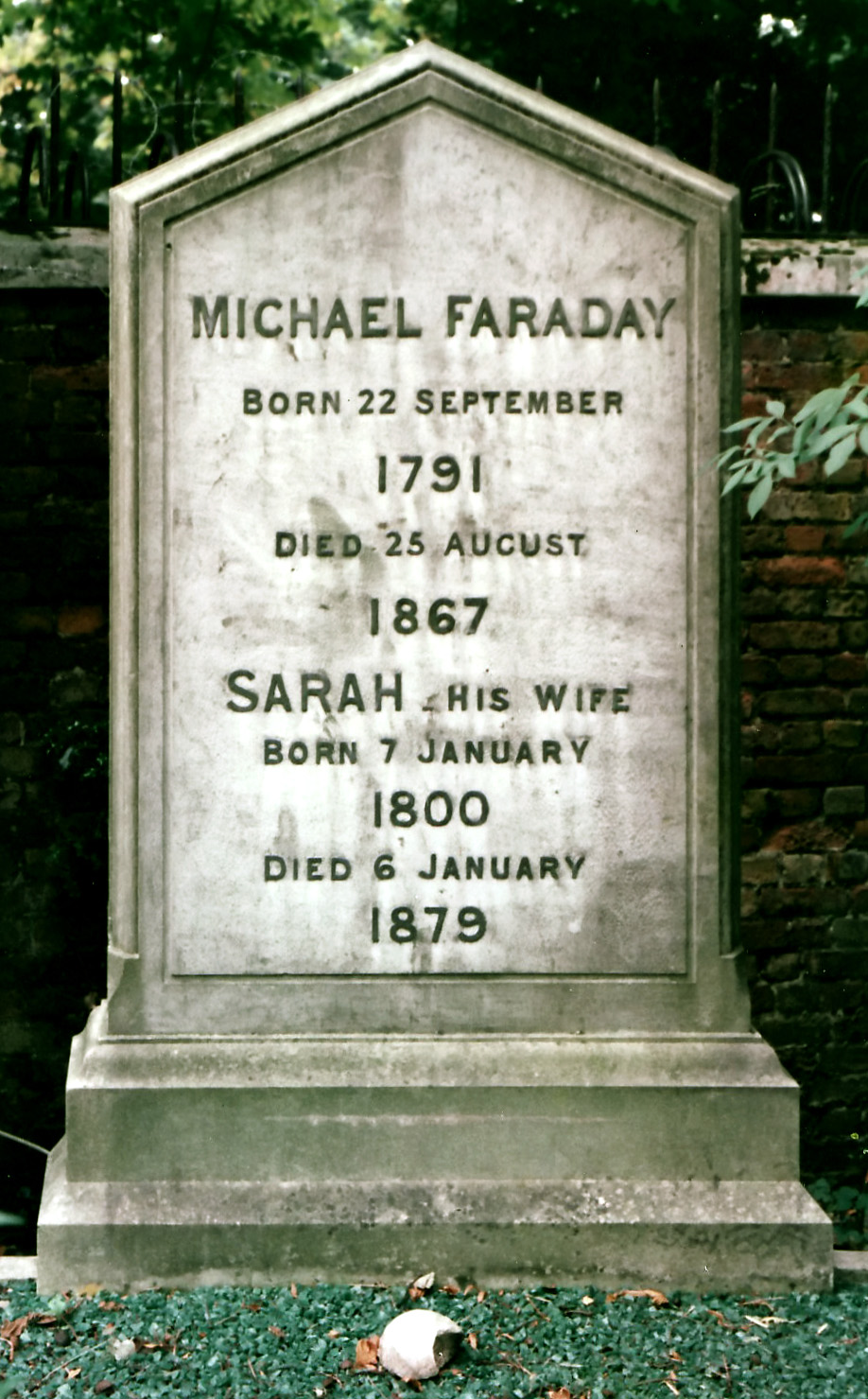
قبر فاراداي مايكل

توفي فاراداي في منزله في هامبتون كورت في 25 أغسطس 1867، عن عمر يناهز 75 عامًا. وكان قد رفض قبل بضع سنوات عرضًا بدفنه في دير وستمنستر عند وفاته، ولكن توجد لوحة تذكارية له هناك، بالقرب من قبر إسحاق نيوتن. دُفن فاراداي في قسم المنشقين (غير الأنجليكانيين) بمقبرة هايجيت.

## زواجه
تزوج مايكل فارادي من سارة برنارد في الثاني من حزيران عام 1821، كان فاراداى شخصًا رائعًا وأنيقًا أيضًا. وكان محاضرًا محبوبًا، وفي نفس الوقت كان متواضعًا ولاتهمه الشهرة ولا المال ولا الرتب العلمية. فقد رفض وسام الفروسية، ورفض منصب رئيس الجمعية الملكية البريطانية، وكانت له حياة زوجية سعيدة وإن لم ينجب فيها أولادًا.

## إنجازاته العلمية

### الكيمياء
إن أولى التجارب التي قام بها فارادي في الكيمياء كانت عندما كان مساعداً لهمفاري دافي. قام فارادي بعمل دراسة متخصصة على الكلورين. واكتشف اثنان من كلوريد الكربون. وقام بعمل تجارب على ظاهرة انتشار الغازات وهي ظاهرة أول من سجلها كان جون دالتون وأول من لاحظ أهميتها الفيزيائية كان توماس جرهام وجوزيف لوسمدت. ونجح في تحويل بعض الغازات إلى سوائل. ودرس سبائك الحديد. وقام بعمل أنواع من الزجاج لبعض الأغراض في الرؤية. والنموذج الذي قام به فارادي في الزجاج الثقيل أصبح بعد ذلك ذا أهمية كبيرة تاريخيًا إذ أنه هو الذي إستعمله فارادي لمعرفة العلاقة بين الضوء والمغناطيسية وكذلك لأنه يعد أول شيء ينفر من المغناطيس بدلًا من أن ينجذب إليه. وقد سعى فارادي إلى أن يضع أسس علمية لعلم الكيمياء.
لقد اخترع فارادي غرفة حرق البنزين والتي تعد مصدر للحرارة. وقد سعى فارادي في دراسة الكيمياء واكتشف مواد كيميائية مثل البنزين واكتشف أرقام الأكسدة (Oxidation Numbers) واستطاع تحويل بعض الغازات إلى سوائل. في عام 1820 اكتشف فارادي التركيبات المتألفة من الكربون والكلورين مثل سُداسي كلورو إيثان(C2Cl6) و رُباعي كلورو إيثين (C2Cl4)، ونشر أبحاثاً عن ذلك في السنوات التالية. وعرف التركيب الكيميائي لكلورين هيدرات الغاز التي إكتشفها أستاذه دافي عام 1810.
كان فارادي هو أول من سجل ظاهرة ما يسمى اليوم بالجسيمات النانوية الفلزية. وفي عام 1847 اكتشف أن الخصائص البصرية للمبعثر الغروي للذهب تختلف عن تلك التي في أكثر المعادن. ويعد هذا الأمر بداية ونواة لتقانة الصغائر.
كما أدت تجارب فراداي للكشف عن وجود الإلكترونات.

### تجربة فاراداي للتحليل الكهربائي

#### ماهية التجربة
قام العالم فاراداي بعملية التحليل الكهربائي لمركب كبريتات النحاس (Cu2SO4) حيث وضع هذا المحلول في كأس زجاجي ثم غمس به قطبين كهربائيين - مصعد (+) ومهبط (-) - فلاحظ الآتي:
- ترسب ذرات النحاس عند المهبط (-)
- ترسب الكبريتات عند المصعد (+)
- اختفاء اللون الأزرق للمحول
- وتحولت للون مائل للحمرة

#### الاستنتاجات
استنتج فاراداي أن الذرة تحتوي على شحنات كهربائية سالبة وموجبة تنتظم حسب شحنتها في التيار الكهربائي، لذلك خالف نظرية دالتون بأن الذرة كرة مصمتة حيث برهن أنها تحوي شحنات.

### الكهرباء والمغناطيسية
على الرغم من أن المعلومات الرياضية كانت تنقصه، إلا أنه كان أفضل من عمل في تجارب الفيزياء التجريبية ولم يتفوق عليه أحد.
أكثر ما عُرف به عمله في مجال الكهربائية والمغناطيسية، وقد كانت أول تجربة مسجلة له هي إنشاء وحدة خولئية مكونة من سبع أنصاف عملات معدنية مع سبع أقراص من ورق الزنك بالإضافة إلى ست قطع ورق مبللة بماء مالح، ثم قام باستخدام هذه الوحدة في تحليل مركب كبريتات السيمغنسيا.
وفي سنة 1821 وبعد أن اكتشف الفيزيائي والكيميائي هانز كريستين أورستد ظاهرة الكهرومغنطيسية، حاول دافي والعالم البريطاني هيول ولستون تصميم موتور كهربي ولكنهما فشلا، فقام فارادي بمناقشة المشكلة مع العالمين ثم حاول بناء جهازين لتوليد ما سماه الدوران الكهرومغنطيسي حيث تقوم القوة المغناطيسية الدائرية بحركة دائرية متصلة حول سلك ويوضع سلك موضوع أخر في بركة من الزئبق بوجود مغناطيس في الداخل الذي سيدور حول مغناطيس لو مر تيار خلاله قادم من بطارية، وأما الجهاز الآخر فيدعى الموتور أحادي القطب، وهذه التجارب والاختراعات ساهمت في تأسيس تكنولوجيا الكهرومغناطيسة الحديثة.
وبعد اكتشافه للكهرومغناطيسية في سنة 1821 أستكمل فاراداي عمله المخبري في استكشاف خصائص المواد وتطوير خبرته، وفي سنة 1824 قام فراداي بإنشاء دائرة كهربائية لدراسة إذا ما كان المجال المغناطيسي يمكنه أن يمرر تيار في سلك مجاور ولكن لم يتمكن من ايجاد هذه العلاقة، وتبع هذه التجربة المعملية عمل مشابه باستخدام الضوء والمغناطيس من ثلاث سنوات سابقه ووصل إلى نفس النتائج، وخلال السنوات السبع التالية قضى فراداي الكثير من وقته في تحسين وصفته للجوده البصرية للزجاج الثقيل، وأستخدم لذلك بورو سلكيات الرصاص والذي استخدمه أيضا في دراساته رابطًا الضوء بالمغنطة، في أوقات فراغه من أعمله البصرية أكمل فراداي نشر أعمله المعملية (والتي ينتمي بعضها للمجال المغناطيسي) وأجرى مراسلات مع علماء آخرين (يعملون في المجال الكهرومغناطيسي) كان قد التقى بهم من قبل في رحلاته حول أوروبا مع دافي، وبعد وفاة دافي بسنتين في سنة 1831 بدأ سلسلة عظيمة من التجارب والتي من خلالها اكتشف الحث الكهرومغناطيسي، ويعتقد أن جوزيف هنري اكتشف الحث الذاتي قبل ذلك بعدة أشهر قبل فراداي وكلاهما تأثر بأعمال فراسيسكو زانتيديتش في إيطاليا بين سنتي 1829 و 1830.
وكان سبق فراداي العلمي عندما لف ملفين معزولين حول حلقه حديدية ووجد أنه عندما يمر تيار في أحدهما، يمر تيار حثي لحظي في الآخر، وقد عرفت هذه الظاهرة بالحث المتبادل ومايزال جهاز الحث المكون من الحلقة الحديدية والملفين يعرض في المعهد الملكي إلى الآن. وفي تجارب مشابهه ووجد أنه إذا حرك مغناطيس من خلال سلك دائري يمر تيار كهربائي من خلال الملف، كذلك يمر التيار أيضًا إذا تحرك الملف حول مغناطيس ثابت، وقد أسست براهينه أن التغير في المجال المغناطيسي يولد مجال كهربائي. ثم وضع لهذه العلاقة صيغة رياضية بواسطة جامز كليرك ماكسويل تحت اسم قانون فراداي والتي بالتالي أصبحت أحد معادلات ماكسويل الأربع والتي عُمِّمَت في وقتنا الحالي لتسمى نظرية المجال.
وقد قام فراداي فيما بعد باستخدام هذا المبدأ في بناء المولد الكهربائي البدائي وهو الجد الأكبر للمولد الكهربائي ذو القدرة العالية المستخدم الآن.
وفي سنة 1839 أكمل سلسة تجارب تهدف إلى التحقيق في مبادئ وطبيعة الكهرباء، واستخدم بطاريات «كهرباء ساكنة» و«كهرباء متحركة» في استنتاج ظاهرة التجاذب الكهرومغناطيسي والتحليل الكهرومغناطيسي والمغناطيسية إلخ.... واستنتج انه بخلاف الآراء العلمية في ذلك الوقت أن نظرية التيار له أنواع وأقسام مختلفة كانت نظرية وهمية لا أساس لها من الصحة، وبالمقابل أفترض فراداي أن هناك نوعًا واحدًا فقط من التيار الكهربائي، وأن الاختلاف من مقدار وكثافة (التيار والفولت) هو ما يؤدي إلى العديد من الظواهر.
وقرب نهاية حياته الوظيفية أفترض فراداي أن القوى الكهرومغناطيسية تمتد إلى الفراغ المحيط بها ولكن رفضت هذه الفكرة من زملائه العلماء، ولم يعش فراداي ليرى إثبات صحة افتراضه. وقد منح مبدأ فراداي الذي يقول أن خطوط المجال تخرج من الأجسام المشحونة ومن المغناطيس. طريقة تمثيل المجال الكهربائي والمغناطيسي بصورة مراية وكان هذا النموذج الذهني حاسم لنجاح التطور في مجال الأجهزة الكهروميكانيكية والتي هيمنت على الهندسة والتصنيع أبقية القرن التاسع عشر الميلادي.

## المعهد الملكي والخدمة العامة
فراداي كان أول أستاذ كيمياء فولاري في المعهد الملكي في بريطانيا العظمى وهو منصب عيت له مدى الحياة، وقد كان مموله وناصحه جون مادجاك فولير هو الذي أنشأهذا المنصب في المعهد الملكي، وقد انتخب عضوًا في المجتمع الملكي في سنة 1824، وعين مديرًا للمعمل سنة 1825 وفي سنة 1833عين أستاذا فولاري في الكيمياء في المعهد الملكي مدى الحياة وبدون إجباره على إلقاء المحاضرات.
وبعيدًا عن أبحاثه العلمية في مجال الكيمياء والكهربية المغناطيسية في المعهد الملكي، وتولى فراداي العديد من المشاريع الخدمية الخاصة أو لصالح الحكومة البريطانية وكانت هذه المشاريع غالبا ما تشغل الكثير من وقته، وقد تضمن هذا العمل التحقيق في الانفجارات في مناجم الفحم، وكونه شاهد متخصص في المحاكم، وإعداد الزجاج البصري عالي الجودة، وفي سنة 1846 قام مع تشارليز ليل بإنتاج تقرير دقيق ومطول عن انفجار خطير في منجم الفحم الموجزد في هاسويل مقاطعة ديرهام والذي تسبب في مقتل 95 عامل، وكان التقرير عبارة عن تحليل دقيق بالطب الشرعي وأوضح أن غبار الفحم ساهم في ضراوة الأنفجار، وبذلك حذر التقرير كل من يملك فحم من خطورة انفجار غبار الفحم، ولكن أدى تجاهل خطورة هذا الأمر لمدة تزيد عن الـ60 سنة إلى وقوع كارثة منجم سينجينيد في سنة 1913.
وكعالم مخضرم في الأمة وذو اهتمامات شديدة بالملاحة، قضى فراداي ساعات عديدة في مشاريع في هذا المجال مثل إنشاء وتشغيل المنارات البحرية وحماية قاع السفن من التاكل.
وكان فراداي نشيط أيضًا في مجال مايسمى الآن بالعلوم البيئية أو الهندسة فقد قام بالتحقيق في التلوث الصناعي في بحر البجع وأستشير في تلوث الهواء من مصنع صك العملة الملكي، وفي تموز1855 كتب فراداي رسالة لجريدة ذا تيميز (the times) بخصوص الحالة المزرية لنهر التايمز، والذي ظهر في المجلة المصورة المشهورة بنش (punch).
ساعد فراداي بالتخطيط والتقيم في المعرض العظيم في لندن في سنة 1855 كما نصح المعرض الوطني بالأهتمام بنظافة وحماية مقتنياتها الفنية، وخدم في لجنة موقع المعرض الوطني في سنة 1857.
التعليم كان أيضًا أحد المجالات التي خدم بها فاراداي، فقد قام بالقاء محاضرات في المعهد الملكي في سنة 1854، وفي سنة 1862 بدأ قبل لجنة المدارس العامة بتوضيح رؤيته في مجال التعليم في بريطانيا العظمى.
وقد ألقى فراداي سلسلة من المحاضرات الناجحة في الكيمياء والفيزياء المتعلقة باللهب في المعهد الملكي تحت عنوان التاريخ الكيميائي للشموع، وكانت هذه أحد أقرب محاضرات اليافعين والتي لا زالت تعطى كل عام إلى الآن، وبين سنة 1827و1860 أعطى فراداي هذه المحاضرات 19 مرة.

## حياته اللاحقة
في يونيو 1832، منحت جامعة أكسفورد فراداي دكتوراه شرفية في القانون المدني، وخلال فترة حياته رفض فراداي لقب نبيل ورفض أيضًا مرتين أن يكون رئيس المجتمع الملكي، ثم انتخب في سنة 1838 كعضو أجنبي في الأكاديمية الملكية في العلوم، وكان واحد من ثماني أعضاء أجانب في الأكاديمية الفرنسية للعلوم سنة 1844.
وفي سنة 1848، وكنتيجة عرض بواسطة الأمير كونسورت (prince consort)، منح فراداي منزل في مستر هاسون ساحة هامبتون بالمجان تمامًا وبدون أي تكاليف، وكان هذا المنزل منزل هاسون والذي لقب فيما بعد بمنزل فراداي والآن هو رقم 37 شارع ساحة هامبتون وهو المكان الذي توجه إليه فراداي في سنة 1858 ليعيش حياة التقاعد.
وعندما سألته الحكومة البريطانية النصيحة في تصنيع الأسلحة الكيميائية لاستخدامها في حرب كريميان (1853-1856) رفض المشاركة لأسباب أخلاقية.

## مناصبه
اختير عضوًا في الجمعية الملكية عام 1824. ومديرًا للمعمل عام 1825. وفي عام 1833 نال لقب «أستاذ فوليري للكيمياء» Fullerian professor of chemistry مع عدم الزامه بإلقاء المحاضرات.

## خدمته للمجتمع
خصص فاراداي مساء يوم الجمعة من كل أسبوع لعمل ندوات علمية لتعليم الفقراء وأنصاف المتعلمين والذي أطلق عليه لقاء مساء الجمعة.
كما حرص على تقديم محاضرات علمية للأطفال بصفة خاصة خلال فترات تفرغهم من التعليم المدرسي
وقد نجح ذلك المشروع وانضم إليه أعداد كبيرة من الأطفال الذين استمتعوا بمحاضرات فاراداي.

## وفاته
توفي فاراداي في منزله الواقع في ساحة هامبتون في الـ25 من أغسطس 1867 عن عمر يناهز ال75 عامًا و11 شهرًا، ودفن فاراداي في مدافن المنشقين وليس الانجليكانية في مدافن هاد جات وتبقى في سيرته الذاتية أنه عانى من حالة نفسية سيئة نتيجة الإرهاق العقلي.

## إحياء ذكراه
في ذكرى فاراداى شيد له تمثال في قصر سافوي في لندن خارج معهد الهندسة والتكنولوجيا، أيضًا شيد في لندن نصب تذكاري لفراداي والذي صممه المهندس المعماري المخضرم ردني جاردون وانتهى منه في سنة 1961، ووضع هذا النصب بالقرب من مسقط رأس فراداي في نيوونيجتون بنس.
كما أقيمت حديقة باسمه وهي حديقة صغيرة في وولورث بلندن وهي ليست بعيدة عن مسقط رأس فراداي.
وأيضًا باسمه مبنى في جامعة جنوب الوادي، ويسكن في هذا المبنى طلاب قسم الهندسة الكهربية بالجامعة، وسمي مبنى مكون من خمس طوابق في جامعة أيدنبرج للعلوم والهندسة أيضًا باسمه وكذلك القاعة المبنية حديثًا في جامعة برينل ومبنى الهندسة الرئيسي في جامعة بحر البجع، إضافةً إلى محطة بريطانية.
أما عن الشوارع التي سميت باسمه فهي متواجدة في العديد من المدن البريطانية وكذللك في فرنسا وألمانيا وكندا والولايات المتحدة.
ومن سنة 1991 إلى 2001 وضعت صورة فراداي على ظهر ورقة الـ20 استرلين بواسطة بنك إنجلترا المركزي وهي صورة تبينه وهو يشرح محاضرة في المعهد الملكي عن جهاز السوارة الميغيتو-كهربية.

## الجوائز التي سميت على اسم فاراداي
تكريمًا لذكراه وتخليدًا لذكراه، أنشأت العديد من المؤسسات جوائز ومكافآت باسمه. وتشمل هذه:
- ميدالية فاراداي من معهد الهندسة والتكنولوجيا.[47]

- جائزة مايكل فاراداي من الجمعية الملكية في لندن.[48]

- ميدالية وجائزة مايكل فاراداي من معهد الفيزياء.[49]

- جائزة فاراداي للمحاضرات من الجمعية الملكية للكيمياء.[50]